# Gesche Köllers

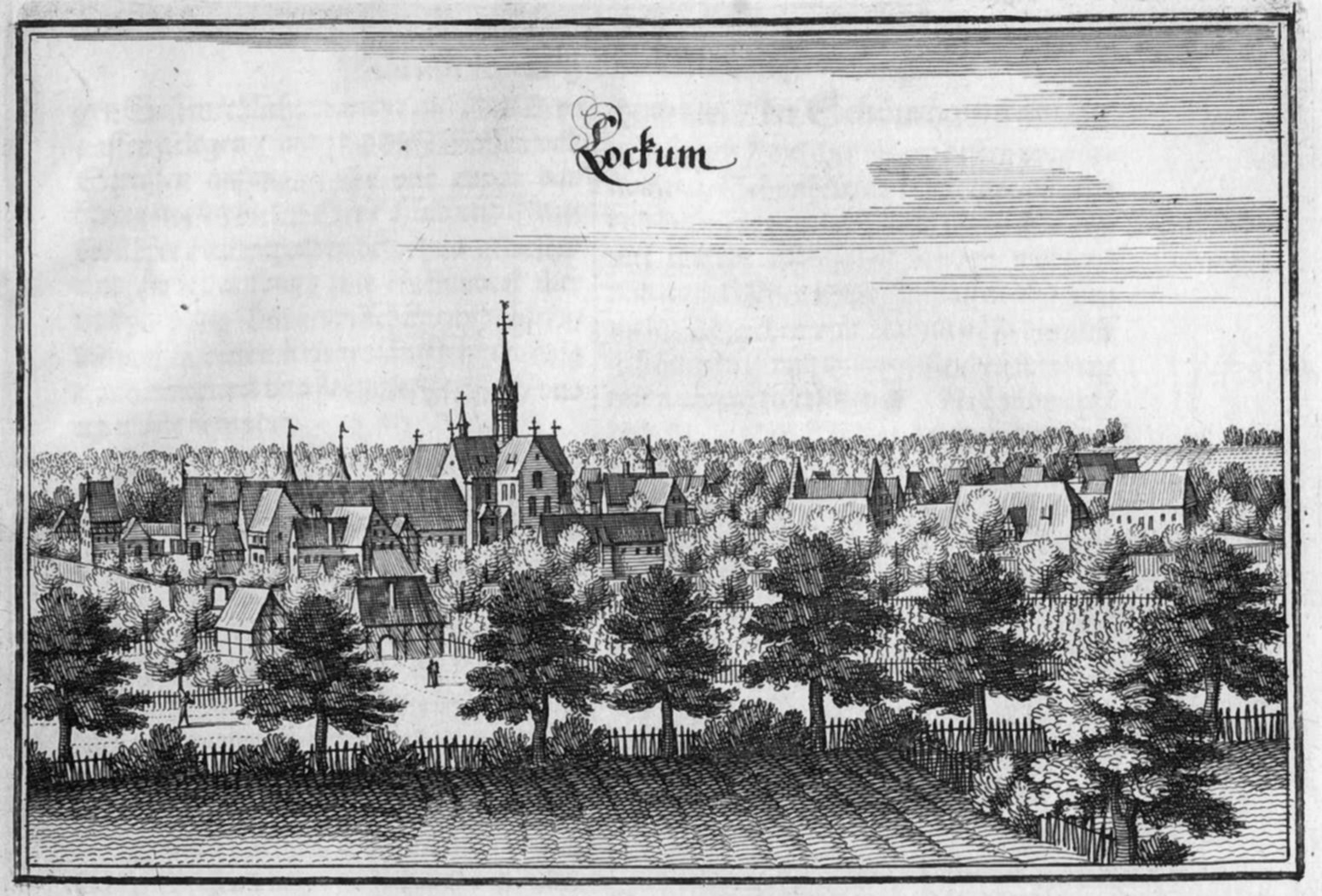
Kloster Loccum, Kupferstich von Matthäus Merian 1654/1658

Gesche Köllers (auch Gese Köllars, Köllarß, * um 1620; † 2. Juni 1660 in Loccum) war Bauersfrau und Witwe eines gewissen Wiemars aus Wiedensahl; sie wurde ein Opfer der Hexenverfolgungen in Loccum. Von ihrer Familie sind außerdem ein Sohn namens Hilger bekannt und andere Kinder sowie ein Bruder namens Heinrich, der Soldat in Hoya war.

## Prozessverlauf
Im Stiftsgebiet Loccum wurden im 17. Jahrhundert ca. 33 Menschen in Hexenprozessen hingerichtet. Im Zuständigkeitsbereich des Klosters hat es zwischen 1581 und 1661 insgesamt 54 belegte Verfahren wegen Hexerei gegeben.
Nach der Hexenprozesswelle 1638 wurden zwischen 1659 und 1661 fünf Anklagen wegen Hexerei vor dem Loccumer Stiftsgericht, der klösterlichen Gerichtsbarkeit, erhoben. Abt Johannes X. (Kotzebue), der 1658 gewählt worden war, nahm an den Verhandlungen des Loccumer Stiftsgerichts teil und führte im Verfahren gegen Gesche Köllers Befragungen durch.
Bemerkenswert ist das Entfachen der Hexenverfolgungen im Kloster Loccum durch den Wiedensahler Pastor Heinrich Rimphoff (1599–1655), der 1647 in Rinteln die Schrift Drachen-König veröffentlichte. Der Dorfpfarrer beteiligte sich als Hexenverfolger an den Loccumer Hexenjagden und initiierte später in Verden als Superintendent ebenfalls Hexenprozesse.
Gesche Köllers aus Wiedensahl wurde 1659 auf Betreiben ihres Nachbarn Kurt Wilkenings angeklagt, der sie der „Hexerey und Zauberey“ bezichtigte. Sie gab zu Protokoll, dass seine Motivation wohl Hass wäre, weil sie ihm nicht zu Willen gewesen, als er sie verschiedentlich belästigt habe.
Am 1. September 1659 erhoben der Bürgermeister und der gesamte Rat der Gemeinde Wiedensahl Anklage beim Loccumer Stiftsgericht mit 31 Anklagepunkten und elf Zeugen. Ein langwieriger Prozess folgte, in dessen Verlauf Gesche Köllers zunächst standhaft die ihr zur Last gelegte „Schuld“ abstritt. Ihr wurde u. a. Gotteslästerung und Hostienschändung vorgeworfen sowie Schadenzauber. Sie habe Pferde, Schafe und Kuh eines Nachbarn und das Wetter verhext. Nach einem Verhör am 18. Oktober übersandte die Gemeinde Wiedensahl am 31. Oktober 1659 neu formulierte Anklagen und ein Verzeichnis von elf Zeugen. Als erster Zeuge trat am 1. November 1659 Herr Johann Culmann, Pastor in Wiedensahl, auf. Sie verlangte nach der Wasserprobe, doch diese fiel am 24. Februar 1660 negativ für sie aus. In der Loccumer Überlieferung gilt der kleine Teich am Hang oberhalb von Bachteich und Fulde als sogenannter Hexenteich, an dem die Wasserproben stattfanden.
Nach Vernehmung der Zeugen stellte überraschenderweise ein Gutachten der juristischen Fakultät der Universität Rinteln am 3. März fest, dass sie zwar verdächtig, aber nicht überführt sei. Nach Erstattung der Unkosten und geleisteter Urfehde sei sie aus dem Gebiet des Stiftes Loccums zu verweisen.
Die Wiedensahler Gemeinde verfasste sogleich eine neue Anklageschrift. Die Rintelner Universität erkannte nun auf Anwendung der Folter, die vom Stadthäger Scharfrichter Henrich Farneke durchgeführt wurde. Die Anwendung der Tortur brach ihren Widerstand. Das Protokoll vom 5. Mai 1660 verzeichnete ihr Geständnis. Ihr Buhle hieße  „Hans Buschmann“. Sie nannte aus dem Dorf Wiedensahl Frauen und Männer, die beim Hexentanz gewesen seien.
Unter der Folter mit Beinschrauben und mit Feuer besagte sie unter anderen Gesche Spanuth (Heimann) und ihren Ehemann Heinrich Heimann der Hexerei. Letzterem gelang die Flucht, während Gesche Spanuth und Gesche Köllers zum Tode verurteilt und hingerichtet wurden.

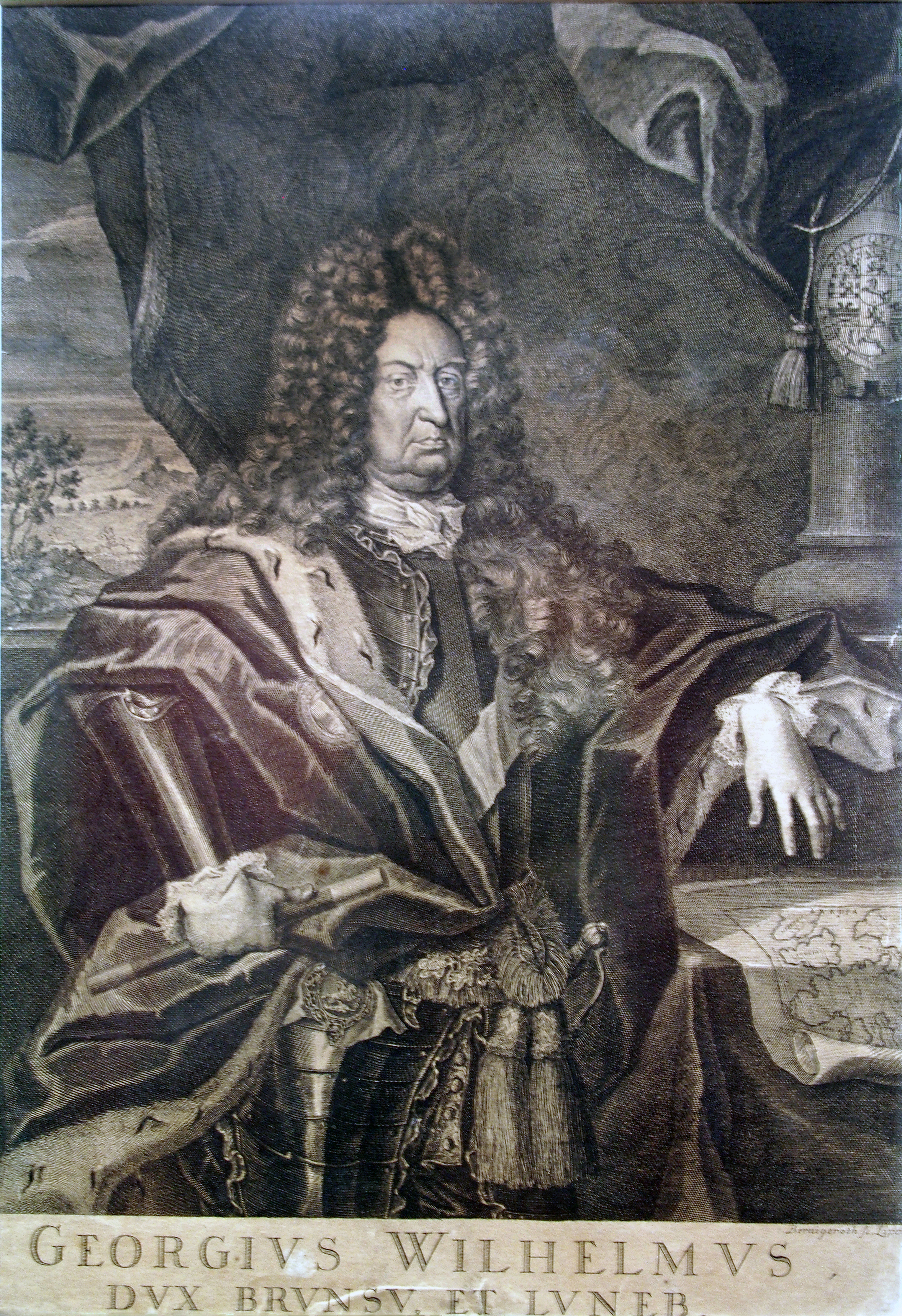
Herzog Georg Wilhelm von Braunschweig-Lüneburg

Herzog Georg Wilhelm (Braunschweig-Lüneburg) (1648–1665) begnadigte in drei der letzten Loccumer Hexenverfahren (Prozess gegen Gesche Heimann, ihren Ehemann Heinrich Heimann und Gesche Köllers) die Verurteilten zu milderen Strafen (zur Enthauptung mit dem Schwert statt Verbrennung auf dem Scheiterhaufen). Gesche Köllers wurde am 2. Juni 1660 in Loccum hingerichtet. Es heißt, dass die meisten Verurteilten wohl auf dem „Rosenbraken“ verbrannt wurden, einem Flurstück zwischen Klosterforst und Bundesstraße 441.
Die Rechnung des Prozesses gegen Gesche Köllers ist erhalten. Insgesamt beliefen sich die Kosten auf mehr als 116 Taler, die die Familie bezahlen musste.

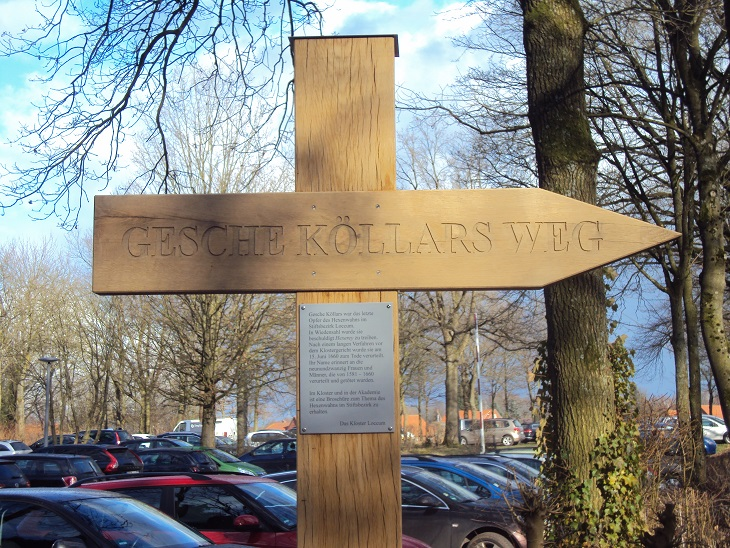
Kloster Loccum, Gesche Köllarsweg, 2016

## Gedenken
Frauen aus Rehburg-Loccum und Wiedensahl planten 1987 in einem Arbeitskreis, eine Skulptur zum Gedenken an die Opfer der Hexenverfolgung aufzustellen, doch Abt Eduard Lohse machte erhebliche Bedenken geltend, so dass sich das Kloster und die Stadtverwaltung gegen dieses Projekt aussprachen. Das Kloster Loccum lehnte eine Installation im Klosterforst mit Hinweis auf drohenden „Bodenmystizismus“ ab.
Anlässlich des 850-jährigen Bestehens des Klosters Loccum 2013 steht ein literarisch-musikalischer Abend mit Texten aus den Acta Criminalia des Klosters Loccum auf dem Programm.
2016 wurde im Kloster Loccum der Gesche-Köllars-Weg eingeweiht.

## Rehabilitation
Der Rat der Stadt Rehburg-Loccum hat am 25. September 2013 einen Beschluss zur sozialethischen Rehabilitation der Opfer der Hexenprozesse gefasst.
Die Evangelisch-Lutherische Landeskirche Hannovers hat eine soziale Rehabilitation der Opfer der Hexenprozesse ausgesprochen am 18. September 2015.